# ازیکوئیس
ازیکوئیس (به پرتغالی: Ezequias Roosevelt Tavares Melo) مدافع اهل برزیل است که در شهر Jundiaí و در تاریخ ۲۸ ژانویهٔ ۱۹۸۱ به دنیا آمده‌است.
ازیکوئیس در تیم‌های فوتبال ماریتیمو سابقهٔ حضور دارد.